# Iproca aoyamaorum
Iproca aoyamaorum là một loài bọ cánh cứng trong họ Cerambycidae.